# Historia Uniwersytetu Ekonomicznego w Krakowie

## Zalążki (do 1924)
Pomimo że za oficjalną datę powstania uczelni uznaje się rok 1925, to zalążki szkoły sięgają końca XIX wieku. Jako że pod zaborem austriackim można było prowadzić polskie szkoły, w Krakowie w 1882 roku powstała Szkoła Handlowa – szkoła średnia o profilu ekonomicznym zwana potocznie Akademią Handlową (warto wyjaśnić, że w byłym zaborze austriackim tytuł „Akademii” przysługiwał tym średnim szkołom handlowym, które prowadziły kursy dla abiturientów szkół średnich). Szkoła przeznaczona była dla absolwentów czwartej klasy ówczesnego gimnazjum. Posiadała własny okazały budynek zlokalizowany na ulicy Kapucyńskiej 2 (u zbiegu ulic Kapucyńskiej i Podwala), który zaprojektowany został przez znanego architekta Jana Zawiejskiego (twórcę między innymi Teatru Słowackiego).

### Ku powstaniu szkoły wyższej
Dnia 15 października 1924 roku na mocy upoważnienia Ministra Wyznań Religijnych i Oświecenia Publicznego przy szkole powstał Instytut Towaroznawczy w oparciu o ówczesną średnią szkołę handlową w Krakowie przy ulicy Kapucyńskiej 2. Organizacyjnie opierał się on na stowarzyszeniu występującym pod nazwą „Towarzystwa Popierania Nauki Towaroznawstwa w Krakowie”. Jego dyrektorem został prof. dr inż. Arnold Bolland. Instytut kształcił absolwentów szkoły średniej ogólnokształcącej (odpowiednik dzisiejszej szkoły pomaturalnej) i oferował 2-letni program studiów.
Wspomniana szkoła (zwana Akademią Handlową) od 1908 r. prowadziła jednorazowe kursy handlowe dla abiturientów szkół średnich (kursy te były również odpowiednikiem dzisiejszej szkoły pomaturalnej)
Z połączenia tych dwóch instytucji, czyli Instytutu Towaroznawczego w Krakowie oraz kursów dla abiturientów prowadzonych przez Szkołę Handlową w Krakowie zwaną zgodnie z nomenklaturą zaboru austriackiego Akademią Handlową, powstał dzisiejszy Uniwersytet Ekonomiczny w Krakowie. Nowa szkoła, której nadano nazwę Wyższe Studium Handlowe w Krakowie otwarta została dnia 1 października 1925 roku.

## Wyższe Studium Handlowe w Krakowie (1925-1938)

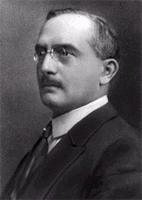
Prof. dr inż. Arnold Bolland – dyrektor WSH w latach 1925–1938, a następnie pierwszy rektor AH w latach 1938–1939

Wyższe Studium Handlowe w Krakowie zainaugurowało swoją działalność 1 października 1925 r. Datę tę uznaje się za powstanie Uniwersytetu Ekonomicznego w Krakowie, bowiem z tym dniem zaczęła funkcjonować prywatna szkoła wyższa o profilu ekonomicznym, która powstała z przekształcenia Instytutu Towaroznawczego. Była to pierwsza wyższa szkoła o profilu ekonomicznym w Krakowie, trzecia tego typu prywatna szkoła wyższa w Polsce (po Warszawie i Lwowie).

### Lokalizacja uczelni
Szkoła mieściła się pierwotnie w budynku szkoły średniej – Akademii Handlowej w Krakowie przy ulicy Kapucyńskiej 2. Od samego początku dążyła do usamodzielnienia się i w tym właśnie celu rozpoczęto budowę własnego gmachu. Parcelę pod budowę przydzieliła bezpłatnie Gmina Miasta Krakowa. W oparciu o skromne rezerwy oraz kredyty bankowe wybudowano w 1927 r. dwupiętrowy budynek przy ul. Sienkiewicza 4, który nadbudowano w 1928 r. do wysokości trzeciego piętra. W 1931 r. wybudowano nowy budynek przy ulicy Sienkiewicza 5. Budynki te do dzisiaj są w posiadaniu Uniwersytetu Ekonomicznego (swoją siedzibę ma tam obecny Wydział Towaroznawstwa).
Nad wejściem do siedziby Wyższego Studium Handlowego umieszczono napis: Rerum cognoscere causas et valorem (Poznawać przyczynę i istotę rzeczy), który jest do dziś mottem Uniwersytetu.

### Statut Uczelni
Uczelnia miała charakter szkoły akademickiej, jednak obowiązujące ówcześnie przepisy (ustawa z dnia 13 lipca 1920 roku o szkołach akademickich) dzieliły szkoły wyższe na państwowe i prywatne. Tylko szkoły państwowe korzystały z pełni uprawnień akademickich. Szkoły akademickie prywatne mogły otrzymać niektóre lub wszystkie prawa akademickich szkół państwowych.
Statut uczelni został ostatecznie zatwierdzony przez Ministra Wyznań Religijnych i Oświecenia Publicznego reskryptem z dnia 10 marca 1927 roku i z tym dniem uzyskała ona osobowość prawną.
W międzyczasie (1925-1927) szkołą zarządzało „Towarzystwo Wyższych Studiów Handlowych”. Źródłem finansowania Szkoły były opłaty studenckie i dotacje płynące z Ministerstwa Wyznań Religijnych i Oświecenia Publicznego.

### Władze Uczelni
Szkoła (pomimo że kształciła na poziomie akademickim) nie posiadała pełnych praw akademickich. Nie mogła nadawać tytułu magistra, a kierował nią dyrektor (nie rektor). Przez cały okres funkcjonowania szkoły pod nazwą Wyższe Studium Handlowe jej dyrektorem był prof. dr inż. Arnold Bolland.

### Struktura uczelni
W chwili założenia, Wyższe Studium Handlowe składało się z dwóch wydziałów:
- Wydział Ogólnohandlowy,
- Wydział Towaroznawczy.

Ze względu na skromne środki finansowe w 1927 r. Szkołę przekształcono w jednowydziałową, a dotychczasowe wydziały spadły do rangi kierunków kształcenia i tak już pozostały do czasu upaństwowienia Uczelni. W chwili powstania w Szkole powołano trzy katedry:
- Katedra Organizacji Handlu (kierownik: prof. dr Zygmunt Sarna),
- Katedra Towaroznawstwa (kierownik: prof. dr inż. Arnold Bolland),
- Katedra Księgowości (kierownik: prof. dr Albin Żabiński).

### System kształcenia
Źródłem finansowania Szkoły były opłaty studenckie i dotacje płynące z Ministerstwa Wyznań Religijnych i Oświecenia Publicznego. W pierwszym roku istnienia Szkoły studia rozpoczynało 222 studentów. W roku akademickim 1938/39 w Szkole studiowało już 1487 studentów.
Studia prowadzone w Wyższej Szkole Handlowej w Krakowie początkowo trwały 3 lata (w latach 1925–1939), jednak od 1930 r. wprowadzono dodatkowy rok (tzw. rok pracy badawczej), w czasie którego abiturienci przygotowywali pracę dyplomową (odpowiednik dzisiejszego licencjatu).
Wyższe Studium Handlowe w 1938 roku oferowało następujące kierunki kształcenia:
- ogólnohandlowy,
- towaroznawczy,
- orientalny (handlu ze Wschodem),
- gospodarki samorządowej,
- skarbowo-celny,
- pedagogiczny.

## Akademia Handlowa w Krakowie (1938-1950)

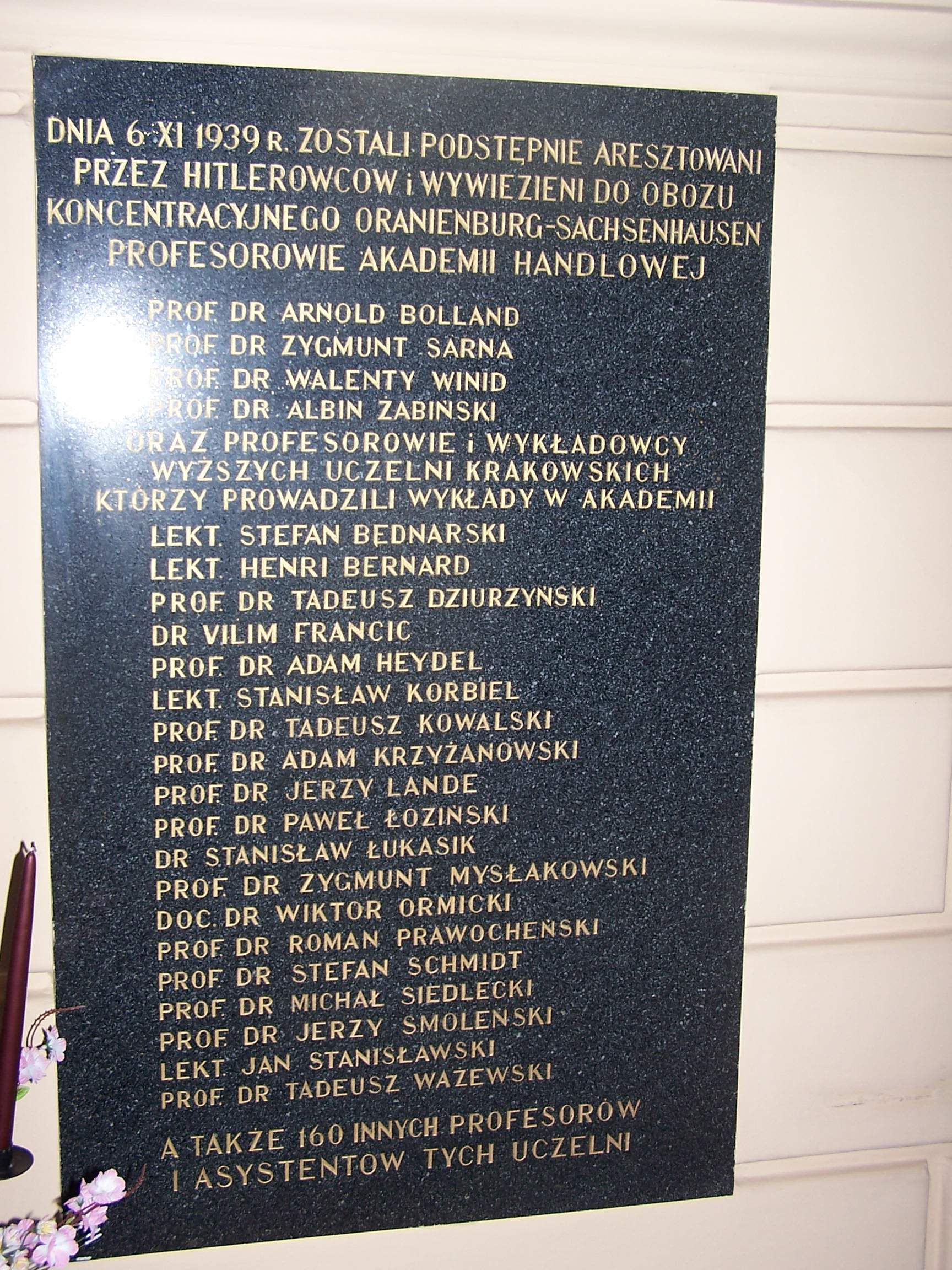
Tablica pamiątkowa wywiezienia profesorów Akademii Handlowej w Krakowie w 1939 roku

Z dniem 29 marca 1937 r. na mocy ustawy o szkołach akademickich, Wyższe Studium Handlowe zostało uznane za prywatną szkołę akademicką i otrzymało nazwę Akademii Handlowej w Krakowie. W 1938 r. utworzono cztery nowe katedry. W dniu 20 marca 1939 r. Statut Akademii został zatwierdzony przez Ministra Wyznań Religijnych i Oświecenia Publicznego. W lipcu 1939 r. Minister podpisał również odpowiednie rozporządzenie przyznające Akademii uprawnienia do nadawania tytułu magistra. W czasie wojny znajdowało się ono w aktach Ministerstwa. Nie zostało ono jednak opublikowane w Dzienniku Ustaw z powodu nadchodzącej zawieruchy wojennej, zaś podczas powstania Warszawskiego spłonęło.

### Aresztowanie profesorów
W dniu 6 listopada 1939 r. podczas słynnego wykładu SS-Obersturmbannfuhrera Mullera w sali nr 66 Uniwersytetu Jagiellońskiego, profesorzy Akademii handlowej zostali razem z innymi profesorami wyższych uczelni krakowskich aresztowani. Znajdowali się tam wtedy między innymi:
- prof. dr inż. Albin Żabiński – rektor AH,
- prof. dr Arnold Bolland – pierwszy rektor AH,
- prof. dr Zygmunt Sarna.
- prof. dr Walenty Winid.

Po uwięzieniu profesorów w Sachsenhausen okupanci zajęli oba budynki Akademii wraz ze wszystkimi urządzeniami i dokumentacją (w tym z biblioteką). Niestety tylko część akt zdołano uratować i bezpiecznie zachować aż do powrotu profesorów z Sachsenhausen.

### Podjęcie tajnego nauczania
Pod koniec 1943 r. Profesorzy Akademii podjęli zakonspirowaną działalność dydaktyczną. Tajne nauczanie objęło zarówno dawnych przedwojennych studentów, jak i osoby nowo zgłaszające się. Tym systemem udało się przeprowadzić studentów przez pierwsze dwa lata studiów. Ogółem przez tajne nauczanie przeszło około 50 osób, nie licząc tych które zdawały egzaminy uzupełniające przed poszczególnymi profesorami. W drodze tajnego nauczania odbył się również jeden egzamin dyplomowy, złożony przez Pana Eugeniusza Ziembę.

### Odbudowa Uczelni po II wojnie światowej
Po wojnie Szkoła nadal funkcjonowała jako prywatna szkoła wyższa o profilu ekonomicznym. Zajęcia wznowiono ponownie w 1945 r., przy czym inauguracja roku akademickiego 1944/1945 odbyła się tuż po wyzwoleniu, w dniu 8 maja 1945 r., czyli w zasadzie pod koniec roku akademickiego. Wykład inauguracyjny, który odbył się w budynku uczelni przy ul. Sieniewicza 4 wygłosił prof. Stanisław Bieńkowski, a jego tematem było „Usprawnienie produkcji na rzecz usuwania marnotrawstwa”. Studia podjęło wówczas 1518 studentów.
Minister Oświaty w dniu 3 września 1945 r. wydał rozporządzenie (pierwotne spłonęło podczas wojny) nadające Akademii uprawnienia do nadawania tytułu magistra. Pierwszy egzamin magisterski odbył się dnia 25 października 1945 r.
W 1949 r. dokonano przebudowa programu nauczania, mające na celu skierowanie szkoły w stronę socjalizmu oraz przygotowanie do przyjęcia nowego ujednoliconego programu nauczania w szkołach ekonomicznych w całej Polsce. W roku akademickim 1949/50 zniesiono nazwę katedry przemianowując je na zakłady i rozbudowując ich liczbę.

## Wyższa Szkoła Ekonomiczna w Krakowie (1950-1974)
W 1950 r. upaństwowiono Uczelnię (na mocy dekretu z dnia 26 października 1950 r.). Na mocy tego dekretu Akademia Handlowa w Krakowie została przekształcona w państwową wyższą szkołę akademicką pod nazwą Wyższa Szkoła Ekonomiczna w Krakowie. Istota upaństwowienia polegała na tym, że studenci zostali zwolnieni od obowiązku uiszczania opłat, a Szkoła została przekształcona w jednostkę budżetową, obdarzoną osobowością prawną oraz finansowaną przez Państwo. Podobnie postąpiono z czterema innym uczelniami ekonomicznymi, tj. WSE Poznań, WSE Katowice, WSE Wrocław oraz SGPiS Warszawa.

## Akademia Ekonomiczna w Krakowie (1974-2007)
W 1974 r. Wyższa Szkoła Ekonomiczna w Krakowie (na mocy rozporządzenia Rady Ministrów z dnia 29 kwietnia 1974 roku w sprawie zmiany nazw wyższych szkół ekonomicznych) otrzymała nazwę Akademia Ekonomiczna w Krakowie. Przemianowano wtedy również trzy inne szkoły ekonomiczne, tj. AE Katowice, AE Poznań i AE Wrocław. Zmiana nazwy krakowskiej Akademii Ekonomicznej nie pociągnęła za sobą żadnych zmian organizacyjnych w strukturze uczelni.

## Uniwersytet Ekonomiczny w Krakowie (od 2007)
Z dniem 25 sierpnia 2007 r. Akademia Ekonomiczna w Krakowie zmieniła nazwę na Uniwersytet Ekonomiczny w Krakowie. Zmiana nastąpiła zgodnie z Ustawą Sejmu Rzeczypospolitej z dnia 6 lipca 2007 roku.